# Henri-Georges Clouzot
Henri-Georges Clouzot (20. listopadu 1907 Niort – 12. ledna 1977 Paříž) byl francouzský filmový režisér.

## Život
V mládí chtěl být námořníkem, vystudoval i známou námořní akademii v Brestu, avšak námořnickou kariéru mu zhatila krátkozrakost. Odjel tedy do Paříže, kde začal studovat politické vědy. Brzy se však začal živit jako novinář a na začátku 30. let začal spolupracovat i s filmem, když napsal několik námětů a scénářů. Přičichl prvně také k režii, když natočil tři krátké filmy (prvním byl La Terreur des Batignolles z roku 1931).
Po roce 1933 odešel do Berlína, když vyslyšel nabídku židovského producenta Adolpha Ossa. Ten mu dohodil práci pro Studio Babelsberg (jež produkovalo např. i Langův slavný film Metropolis – dílo Langa, Murnaua a jiných expresionistů Clouzota ostatně velmi ovlivnilo). Zkoušel však pracovat i pro společnost UFA. Roku 1935 onemocněl tuberkulózou a léčil se nějaký čas ve Švýcarsku. V roce 1938 se vrátil do Francie a za války začal točit celovečerní filmy pro německou společnost Continental Films, zejména v žánru krimi. Nacisté potřebovali v kinech nahradit hollywoodské trháky a rozvoj žánrového filmu velmi podporovali. Prvním jeho snímkem byl Vrah bydlí v čísle 21 s Pierrem Fresnayem v hlavní roli. Ještě za války vytvořil další detektivku Havran. Clouzotův odchod do Německa v roce, kdy zde uchopili moc nacisté, a jeho úspěšná spolupráce s německou filmovou společností za války, vedly po válce k diskusím, zda nebyl kolaborantem. Hájil se tím, že byl z UFA vyhozen kvůli přátelství s židovskými producenty (Ossou na prvním místě), a že i z Continental Films ho nakonec vyhodili. Přesto na krátkou dobu, do roku 1947, skutečně distanc dostal.
Vrátil se na filmová plátna znovu v žánru, který si osvojil za války – natočil další slavnou kriminálku Nábřeží zlatníků. Clouzot za ni získal cenu za režii na filmovém festivalu v Benátkách. Další snímek Manon již v Benátkách získal Zlatého lva. Drama Mzda strachu, v němž zahájil velkou kariéru Yves Montand, dostalo hlavní cenu na festivalu v Berlíně i v Cannes, krom toho na festivalech v Tokiu, Londýně aj. Snímek byl i kasovním trhákem, jen do francouzských kin na něj přišlo sedm miliónů diváků. Následovaly komerčně neméně úspěšné, lehce hororové Ďábelské ženy z roku 1955. Rok poté Clouzot natočil dokument o Pablu Picassovi Le mystère Picasso, který získal jednu z cen v Cannes. Tento snímek byl později francouzskou vládou zařazen na seznam "národních pokladů". Pak už přišel další kinohit: drama Pravda z roku 1960. Film nejen odstartoval kariéru Brigitte Bardotové a přilákal šest milionů diváků do kin, ale získal i Zlatý globus v USA a byl nominován na Oscara. Jeho posledním snímkem je La Prisonnière z roku 1968, kdy se nové společenské atmosféře pokusil vyjít vstříc silně sexuální tematikou.
Jeho manželkou byla brazilská herečka Véra Gibson-Amado, která hrála ve třech jeho filmech.